# Дифлюгія
Дифлюгія (Difflugia) — це найрізноманітніший за кількістю видів рід ряду Arcellinida. До нього належать найпростіші, що утворюють панцир із склеєних піщинок та інших дрібних об'єктів, таких я залишки діатомових водоростей.

## Зовнішній вигляд
Розміри представників роду Дифлюгія коливаються від 15 до 500 мкм. Клітина оточена черепашкою, що може мати круглий, овальний, дольчастий або зубчастий отвір. Черепашка складається із мінеральних часточок, склеєних за допомогою органічної цементуючої речовини. Багато представників «підбирають» будівельні матеріали із середовища таким чином, щоб побудувати панцир відповідних розміру та форми, характерних для конкретного виду. Пересування клітин відбувається за допомогою псевдоподій.
Ядро овальне, інколи пухирчасте. Деякі прісноводні представники мають зелене забарвлення через наявність симбіотичних водоростей.

## Екологія
Представники роду дифлюгія поширені у прісних водоймах, деякі види можна знайти у намулі, тоді як інші є частиною планктону. Окремі види поширені у ґрунті.
Живляться дифлюгії переважно водоростями та грибами, маленькі види можуть також поїдати клітини бактерій.

## Список видів
Для класифікації представників роду Дифлюгія переважно використовують відмінності у морфології та складі черепашок. Деякі автори на основі таких критеріїв описують до 300 різних видів, підвидів та форм. Проте, більшість із цих даних не відповідають сучасним стандартам таксономії і потребують перегляду.
Деякі із видів роду Дифлюгія:
- Difflugia areolata Ehr.
- Difflugia corona Wall.
- Difflugia garmen
- Difflugia globulus Ehr.
- Difflugia lanceolata Pen.
- Difflugia oblonga Ehr.
- Difflugia urceolata Cart.[3]